# Estació de Riells i Viabrea - Breda
Riells i Viabrea - Breda és una estació de ferrocarril propietat d'adif situada al municipi de Riells i Viabrea, a cinc quilòmetres de Breda, a la comarca de la Selva. L'estació es troba a la línia Barcelona-Girona-Portbou. Hi paren trens de Rodalies de Catalunya de la línia R2 Nord dels serveis de rodalia de Barcelona i la línia R11 dels serveis regionals, operats per Renfe Operadora.

## Història
Aquesta estació de la línia de Girona va estrenar l'any 1860 quan va entrar en servei el tram construït per la Camins de Ferro de Barcelona a Granollers (posteriorment esdevindria Camins de Ferro de Barcelona a Girona) entre Granollers Centre i Maçanet-Massanes, com a prolongació del ferrocarril de Barcelona a Granollers.
L'any 2019 va registrar l'entrada de 62.000 passatgers.
El 2018 van començar les obres per fer un carril bici que porti fins l'estació. La via ciclista recorrerà un traçat de dos quilòmetres paral·lel a la carretera GI-552 pel seu marge dret. Serà un carril pavimentat amb sauló estabilitzat amb calç amb una amplada de tres metres. La separació amb la carretera serà entre els 3 i 5,5 metres al llarg del recorregut. També es construirà un pont de 25 metres de llargada i 3,4 metres d'amplada per salvar la Riera de Breda i s'adaptarà la cruïlla entre les carreteres GI-552 i GIV-5523, d'accés a l'estació. El carril també connectarà amb el camí de Can Sagristia. Les obres costaran 931.000 euros.

## Serveis ferroviaris
| Procedència/Destinació                     | <      | Línia | >         | Procedència/Destinació                          |
| ------------------------------------------ | ------ | ----- | --------- | ----------------------------------------------- |
| Rodalia de Barcelona                       |        |       |           |                                                 |
| Aeroport Sants                             | Gualba |       | Hostalric | Maçanet-Massanes                                |
| Serveis regionals de Rodalies de Catalunya |        |       |           |                                                 |
| Barcelona-Sants                            | Gualba |       | Hostalric | Girona Figueres Portbou / Cervera de la Marenda |